# Valegro

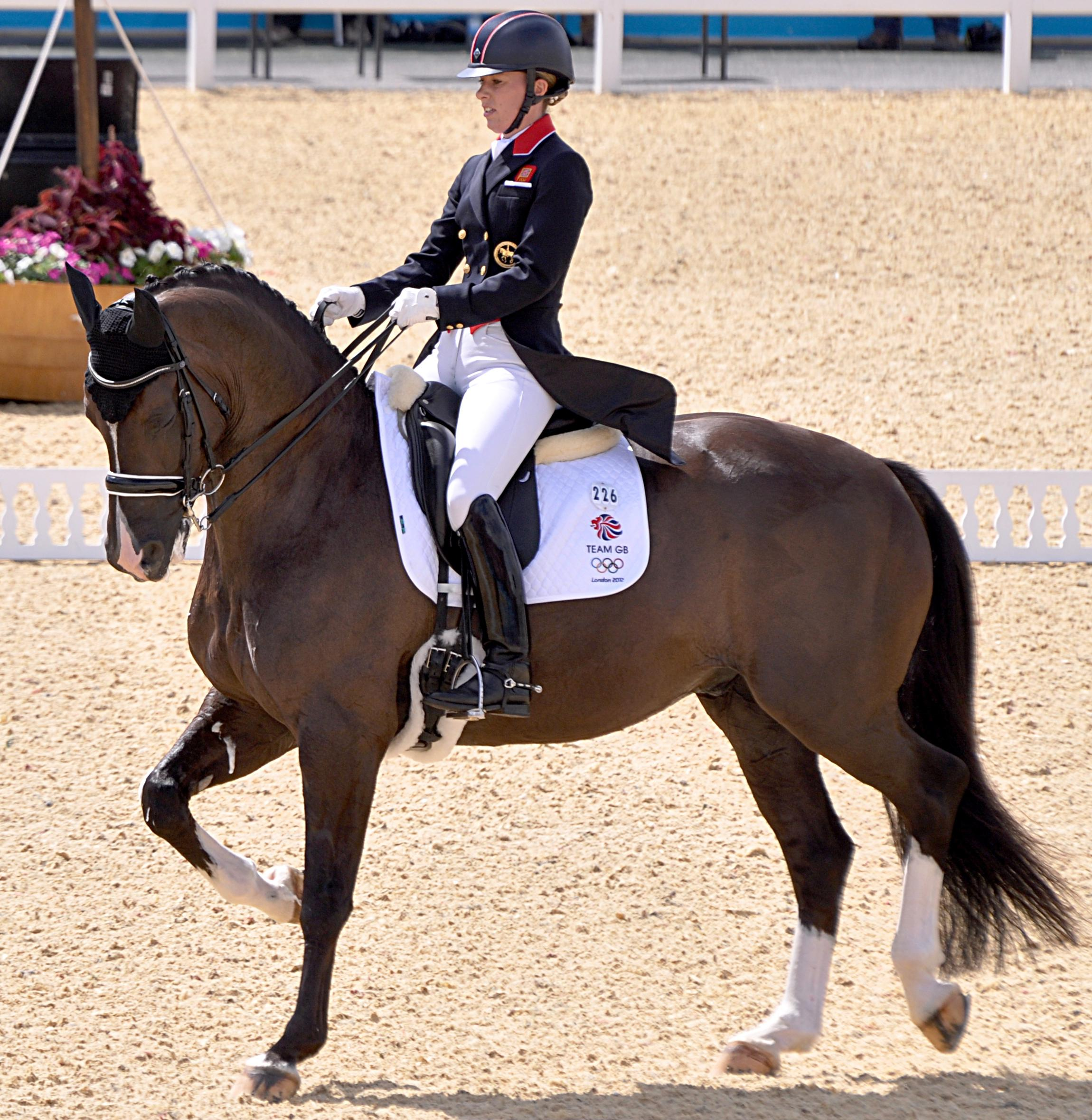
Valegro pod Charlotte Dujardin w trakcie zawodów olimpijskich w 2012.

Valegro (ur. 5 lipca 2002) – wałach, na którym Charlotte Dujardin startowała w ujeżdżeniu. Ma 168 cm wzrostu w kłębie, a jego stajenne imię to Blueberry. Jest umaszczenia ciemnogniadego. Jest dwukrotnym mistrzem świata w ujeżdżeniu, wygrał Grand Prix Special i Grand Prix Freestyle at the World. Valegro jest synem legendarnego ogiera KWPN Negro, matką zaś Olympic Ferro. Wśród jego przodków znajduje się Furioso II.